# 가미이주인역
가미이주인역(일본어: 上伊集院駅)은 일본 가고시마현 가고시마시에 있는 규슈 여객철도 가고시마 본선에 있는 역이다. 단선 · 섬식의 형태를 합친 복합 구조의 철도 역사이다.

## 타는 곳
| 1 | ■ 가고시마 본선 | (상행)      | 구시키노 · 센다이 방면 |
| 2 | ■ 가고시마 본선 | 사용 휴지중 | 사용 휴지중            |
| 3 | ■ 가고시마 본선 | (하행)      | 가고시마추오 방면      |

## 이용 현황
| 연도 | 하루 평균 인원 |
| 2003 | 1,356          |
| 2004 | 1,343          |
| 2005 | 1,403          |
| 2006 | 1,441          |
| 2007 | 1,481          |
| 2008 | 1,570          |
| 2009 | 1,570          |
| ---- | -------------- |

## 역사
- 1913년 10월 11일 : 만주이시역(일본어: 饅頭石駅)으로서 철도원이 개업.
- 1949년 12월 15일 : 가미이주인역으로 역 명 개칭.
- 1987년 4월 1일 : 민영화에 따라, 규슈 여객철도로 이관.

## 인접 정차역
| 규슈 여객철도 가고시마 본선 | 규슈 여객철도 가고시마 본선 | 규슈 여객철도 가고시마 본선 |
| --------------------------- | --------------------------- | --------------------------- |
| 사쓰마마쓰모토 센다이 방면  | ■ 보통                      | 히로키 가고시마 방면        |